# Mähbinder

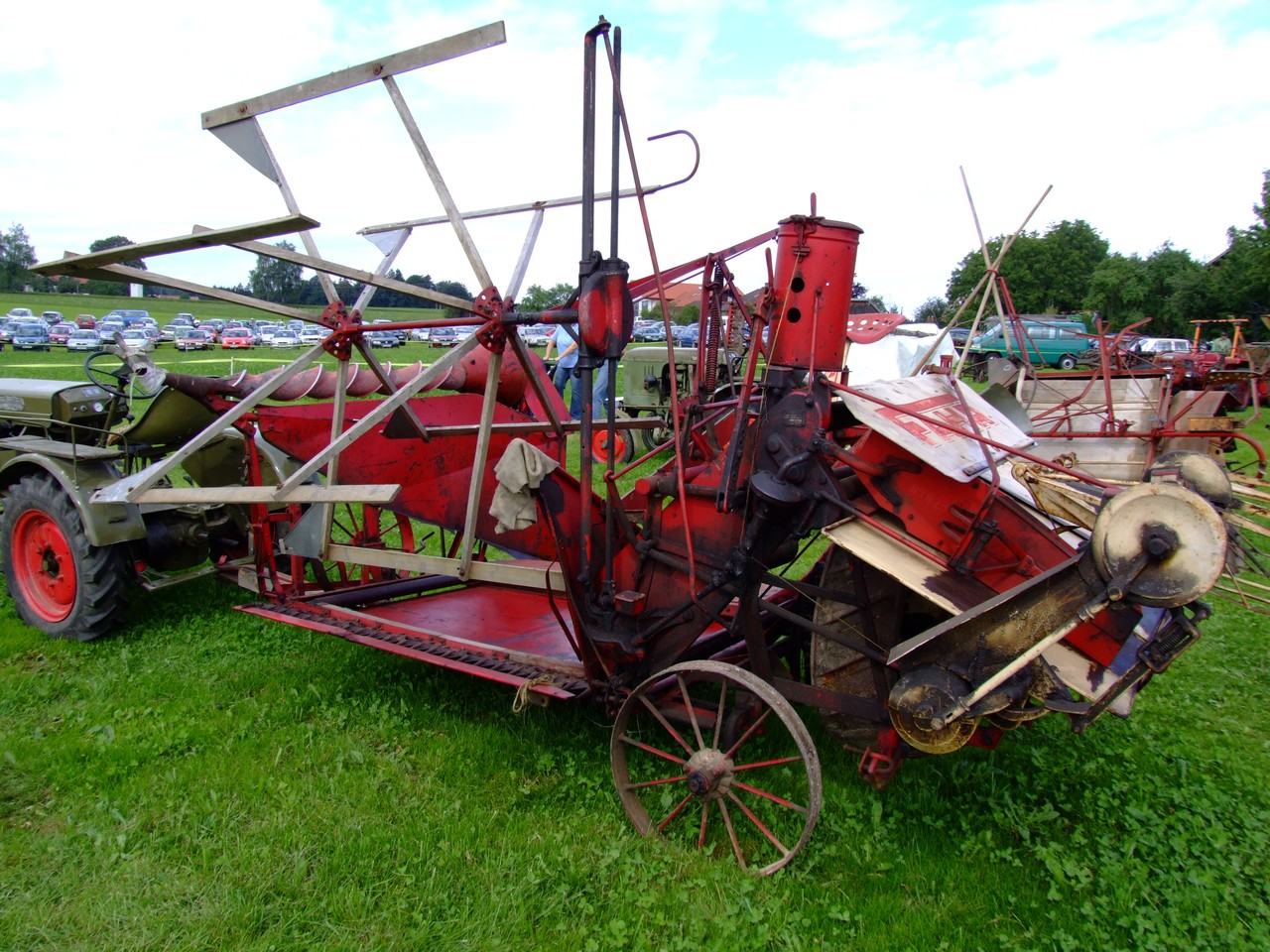
Mähbinder (in Transportstellung)

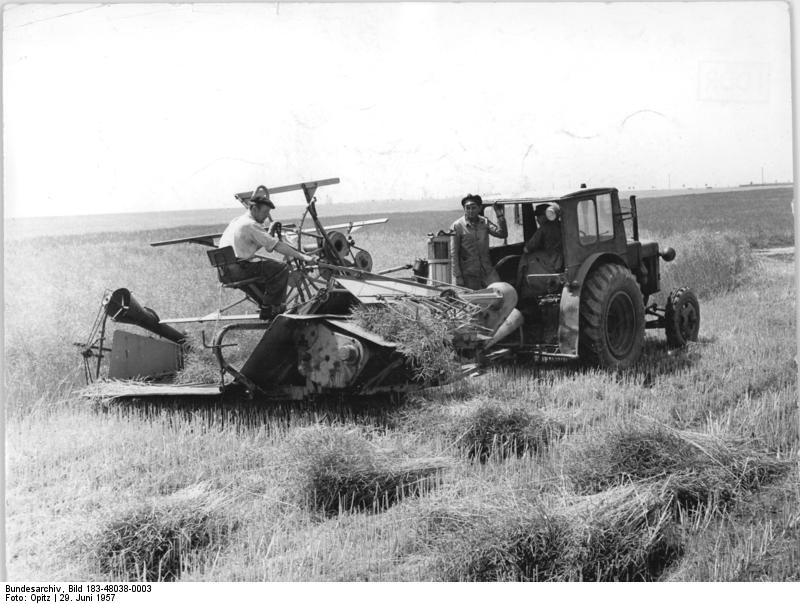
Rapsernte mit dem Mähbinder

Ein Mähbinder (auch Bindemäher, umgangssprachlich Binder, in der Schweiz auch Lieuse) ist eine Landmaschine zur Ernte von Getreide. Historisch folgt der Mähbinder dem manuellen Mähen mit Sichel, Sichte oder Sense und manuellem Binden und der von Pferden oder Ochsen gezogenen Flügelmäher. Er war vor allem nach dem Zweiten Weltkrieg bis Ende der 1960er Jahre in Deutschland verbreitet und wurde dann durch den Mähdrescher verdrängt.

## Geschichte und Technik
Basierend auf der Erfindung des mechanischen Knoters (1857) von John Francis Appleby entwickelte Charles Withington im Jahr 1872 in den USA den Mähbinder. Er übernimmt das Mähen des Getreides sowie das Bündeln und Binden der Getreidehalme zu Garben. Die gebundenen Garben legt der Mähbinder auf dem Feld ab.
Die ersten Maschinen (Flügelmäher) banden nur das vorher in Haufen auf dem Feld abgelegte Getreide. Aufgrund der hohen Körnerverluste konnten sie sich nicht durchsetzen und wurden auch nur in den USA verkauft.
Als Weiterentwicklung werden die Garben beim Mähbinder gleich, nachdem sie mit einem Mähbalken abgemäht wurden, gebunden. Der Mähbinder benötigt daher eine Haspel, um das Getreide in den Mähbalken zu drücken und nach dem Schnitt geordnet abzulegen. Ein Ährenteiler (Kegel oder sich drehende spitze Schnecke) verhindert Verluste am Rand zum ungemähten Getreidefeld. Ährenheber sorgen dafür, dass auch Lagergetreide mit weniger Körnerverlusten geerntet werden kann. Eine Mechanik bündelt anschließend die losen Getreidehalme und legt einen Bindfaden darum, um ihn anschließend zu verknoten. Die gebundenen Garben werden zunächst auf dem Feld manuell zu mehreren aufrecht zu Hocken zusammengestellt, um nachzutrocknen oder um bis zum Abtransport Bodenkontakt der Ähren zu vermeiden. Die Garben wurden später per Hand bzw. mit Gabel auf Wagen verladen, zur Dreschmaschine transportiert oder in einer Scheune gelagert, um sie in einer arbeitsärmeren Zeit mit dem Dreschflegel oder der Dreschmaschine zu dreschen. Später wurden diese Arbeiten durch Mähdrescher erledigt.
Der Antrieb des Mähbinders erfolgte über das Fahrwerk; d. h. ein Rad mit besonders griffigem Eisenprofil trieb mit einem Getriebe alle Vorrichtungen an. Die erforderliche Zugkraft wurde von zwei bis vier Pferden, von Ochsen und später von Traktoren aufgebracht. Später wurden die Geräte mit Zapfwelle angetrieben.
Da der Mähbalken nicht in der Spur der Zugtiere bzw. des Traktors arbeitet, musste zunächst eine Spurbreite per Hand (Sense) gemäht und auch per Hand gebunden werden.